# Патрик Зискинд
Патрик Зискинд (Минсинг, 26. март 1949) је немачки књижевник и сценариста. Његово најпознатије дело је роман Парфем продат у преко 15 милиона примерака са којим је девет година био на листи бестселера немачког магазина Шпигл.

## Биографија
О Патриковом животу мало се зна. У последњих 20 година није дао ни један интервју, и само три његове фотографије јавности су познате. Највише о његовом животу зна се из говора његових професора са универзитета.
Патрик је рођен у Амбаху у близини Штарнбергсковог језера у околини Минхена као најстарији син немачког новинара Вилхелма Емануела Зискинда. Завршио је Средњовековну и модерну историју на Минхенском универзитету и Екс ан Провансу.

## Дела

### Књижевност
- Контрабас - драма из 1981.

- Парфем: Хронологија једног злочина - роман из 1985. године. Радња је смештена у 18. веку у Паризу и прати живот главног лика, Жан-Батиста Гренуја, али и описује целокупно француско друштво тог времена. Зискинд бавио и питањем идентитета и морала. Продао је преко 15 милиона примерака својих књига широм света. Њујорк тајмса је прогласио Парфем за књигу године 1986, док се на немачкој листи бестселера налазио девет година са продатих 4.000.000 примерака. Парфем је преведен на 42 језика, а 2006. снимљен је и филм у режији Тома Тиквера.

- Голуб – новела из 1986.

- Прича о господину Сонеру – новела из 1991. Описује детињство дечака у немачком сеоцету.

- – збирка приповедака из 1996.

- У љубави и смрти - збирка есеја из 2006.

### Филмографија
- , 1980
- , 1982
- , 1986
- –1997
- , 2005